# آرثر ديفيس
آرثر ديفيس (بالإنجليزية: Arthur Davis)‏ (6 نوفمبر 1898 في أستراليا - 5 مارس 1943 بملبورن في أستراليا) هو لاعب كريكت أسترالي. لعب مع فريق تسمانيا للكريكت.

## وصلات خارجية
- آرثر ديفيس على موقع إي آس بي آن كريك إنفو (الإنجليزية)